# Convenção Interamericana sobre a Proteção dos Direitos Humanos dos Idosos
A Convenção Interamericana sobre a Proteção dos Direitos Humanos dos Idosos é um tratado internacional em matéria de Direitos Humanos, aprovado pela Assembleia Geral da Organização dos Estados Americanos nos dias 15 e 16 de junho de 2015. O instrumento entrou em vigor internacional no dia 13 de dezembro de 2016.
O objetivo do tratado é promover, proteger e assegurar o reconhecimento e o pleno gozo e exercício, em condições de igualdade, de todos os direitos humanos e liberdades fundamentais dos idosos, a fim de contribuir para sua plena integração, participação e inclusão na sociedade.

## Contexto

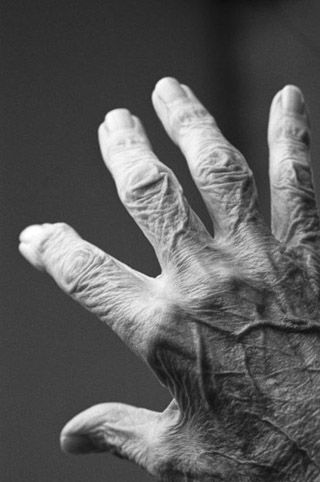
Mão de um idoso.

O projeto de resolução foi acordado pelo conselho permanente da Organização dos Estados Americanos, em sessão realizada em 9 de junho de 2015. A data escolhida foi o Dia Mundial de Conscientização da Violência contra a Pessoa Idosa.
O projeto foi baseado em outras convenções e tratados internacionais em matéria de Direitos Humanos, como os Princípios das Nações Unidas em Favor das Pessoas Idosas (1991), a Proclamação sobre o Envelhecimento (1992), a Declaração Política e o Plano de Ação Internacional de Madri sobre o Envelhecimento (2002) e a Convenção Americana de Direitos Humanos, também conhecida como Carta de San José (1969).
Também serviram de fundamento instrumentos regionais, como o Plano de Ação Internacional de Madri para o Envelhecimento (2002), a Declaração de Brasília (2007), o Plano de Ação sobre a Saúde dos Idosos e Envelhecimento Ativo e Saudável, organizado pela Organização Pan-Americana da Saúde (2009), a Declaração de Compromisso de Port of Spain (2009).

## Adesão
Brasil, Argentina, Chile, Costa Rica e Uruguai foram os primeiros países a assinar a convenção. O Paraguai formulou reservas a respeito de determinados conteúdos da Convenção. Quanto aos países da américa do Norte, o Canadá manifestou reservas sobre a redação da convenção, ao passo que os Estados Unidos se opuseram à negociação de novos instrumentos juridicamente vinculantes sobre os direitos do idoso.
Apesar da assinatura, o Brasil ainda não ratificou a Convenção Interamericana sobre a Proteção dos Direitos Humanos dos Idosos, que desde 28 de novembro de 2018 encontra-se sujeita à apreciação do Plenário desde dependendo de decisão da Mesa Diretora dessa casa legislativa para posteriormente passar para a ratificação e promulgação do Presidente da República.